# Phong Phú, Tuy Phong
Phong Phú là một xã thuộc huyện Tuy Phong, tỉnh Bình Thuận, Việt Nam.

## Địa lý
Xã Phong Phú có diện tích 117,95 km², dân số năm 1999 là 7.388 người, mật độ dân số đạt 70 người/km².
Dân tộc: Việt. người Chăm và Người Ra Glai.
Phật giáo. Thiên Chúa và Bà-la-môn và các tôn giáo khác.

## Hành chính
Xã Phong Phú được chia thành 6 thôn: 1, 2, Tuy Tịnh, Tuy Tịnh 2, Lá Bá, Nha Mé.

## Lịch sử
Ngày 19 tháng 12 năm 2019, Hội đồng Nhân dân tỉnh Bình Thuận ban hành Nghị quyết 96/NQ-HĐND về việc sáp nhập thôn 2 và thôn 3 thành thôn 2.